# San Andrés y san Francisco
San Andrés y san Francisco  es una obra del Greco, realizada entre 1595 y 1598 durante su segundo período toledano. Se exhibe en una de las salas del Museo Nacional del Prado en Madrid, España.

## Análisis
Es la pareja de santos más famosa de la obra del Greco. Ambas figuras, san Andrés Apóstol con su aspa y san Francisco de Asís con su hábito, se encuentran en primer plano y en un espacio muy reducido. Al fondo se encuentra una panorámica de la ciudad de Toledo.
Ambas figuras son alargadas y estilizadas, donde las telas parecen cobijar los cuerpos planos y descarnados de los santos. Los colores son muy nítidos e intensos. También destacan las manos, pergeñadas con un estilo muy personal.